# Поліуретани

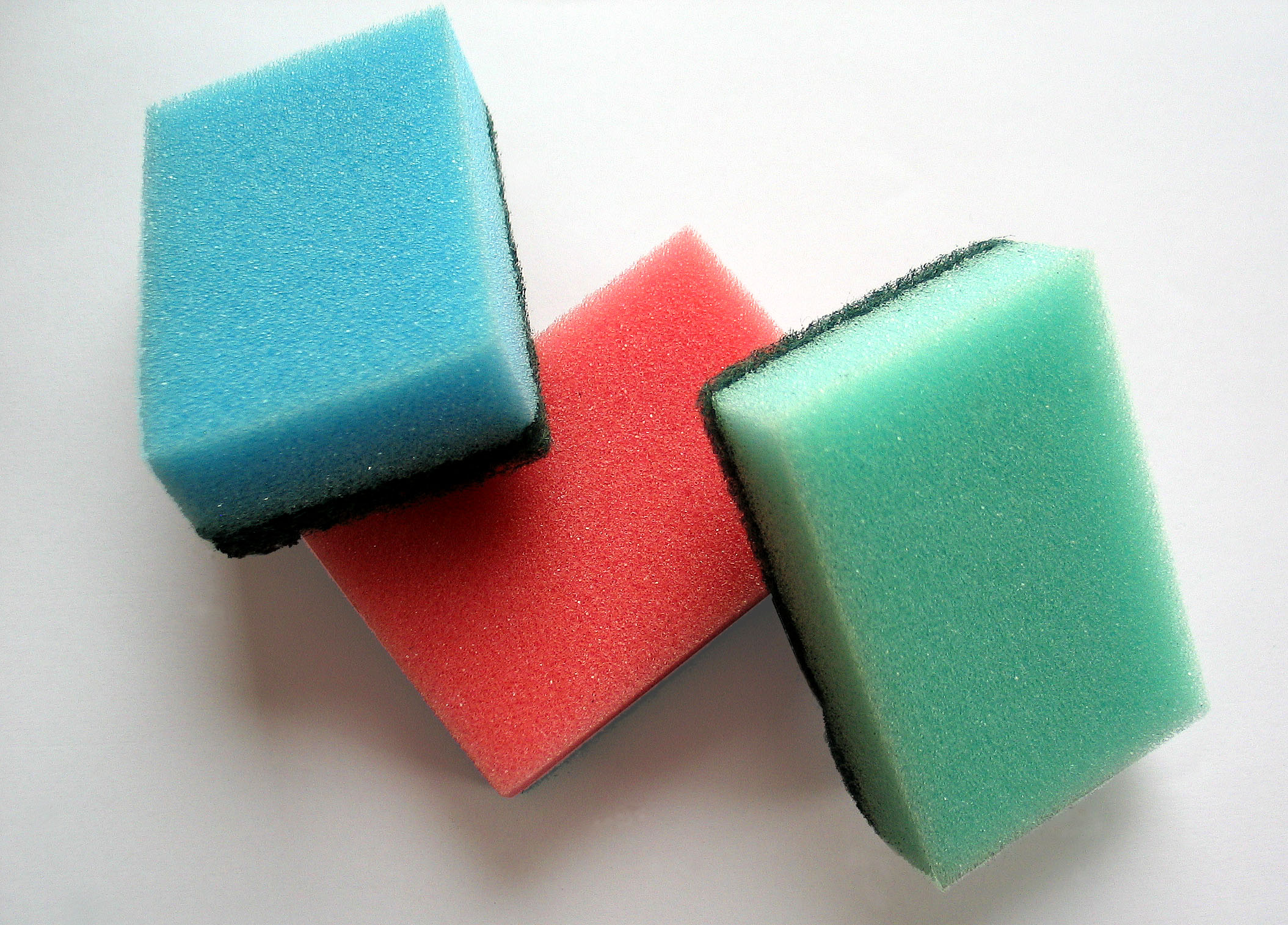
Губка для домашнього вжитку з поліуретанової піни.

Поліуретани — гетероланцюгові полімери, макромолекула яких містить незаміщену та/або заміщену уретанову групу — N(R)-C(O)O-, де R = Н, алкіл- , арил- або ацилрадикали.

## Загальний опис
Лінійні або зшиті полімери, основу ланцюгів макромолекул яких становить уретанова ланка –NH–C(=O)–O–. Стійкіші до окиснення та гідролізу, ніж поліаміди. У макромолекулі поліуретанів також можуть міститися прості та складноефірні функціональні групи, карбамід, амідні групи і деякі інші функціональні групи, що визначають комплекс властивостей цих полімерів. Поліуретани відносяться до синтетичних еластомерів і застосовуються в промисловості завдяки широкому діапазону міцності. Використовуються як замінники гуми, при виробництві виробів, що працюють в агресивних середовищах, в умовах великих змінних навантажень і температур. Діапазон робочих температур — від −60 до +80 °C.
Матеріали на основі поліуретану зі складноетерною гідроксискладовою є біостійкими до дії бактерій-деструкторів.
Твердість (жорсткість) поліуретанів вимірюється за шкалою Шор А (від 20 до 50) та Шор D (від 60 до 95) відповідно.

## Отримання
Поліуретани отримують взаємодією сполук, які містять ізоціанатні групи з бі- і поліфункціональними гідроксилвмісними похідними.
Як ізоціанати використовуються толуілендиізоціанати (2,4 — і 2,6 — ізомери, або їх суміш у співвідношенні 65:35), 4,4'-дифенілметан-, 1,5-нафтілен-, Гексо-метилендиізоціанати, поліізоціанати, тріфенілметан-триізоціанат, біуретізоціанат, ізоціануратізоціанати, димер 2,4-толуїлендиізоціаната, блоковані ізоціанати.
Будова вихідного ізоціанату визначає швидкість уретаноутворення, міцнісні показники, світлову та радіаційну стійкість, а також жорсткість поліуретанів.
Гідроксилвмісними компонентами є:
1. Олігогліколі — продукти гомо- і кополімеризації тетрагідрофурана, пропілен — і етиленоксидів, Бутадієна, Ізопрена;
2. Складні поліефіри з кінцевими групами OH — лінійні продукти поліконденсації адипінової, фталевої та інших дикарбонових кислот з етилен-, пропілен-, бутилен- або іншими низькомолекулярним гліколями;
3. Розгалужені продукти поліконденсації перерахованих кислот і гліколів з добавкою тріола (гліцерина, тріметілол-пропану), продукти полімеризації ε-капролактона.

Гідроксилвмісний компонент визначає, в основному, комплекс фізико-механічних властивостей поліуретанів.
Для подовження і структурування ланцюгів застосовуються гідроксилвмісні речовини (наприклад, вода, гліколі, моноалліловий ефір гліцерину, рицинова олія) та діаміни (-4,4'-метилен-біс-(о-хлоранілін), феніл-діаміни). Ці агенти визначають молекулярну масу лінійних поліуретанів, густоту вулканізаційної сітки і будову поперечних хімічних зв'язків, можливість утворення доменних структур, тобто комплекс властивостей поліуретанів і їх призначення (пінопласти, волокна, еластомери і т. д.).
Як каталізатори для процесу поліуретаноутворення використовують третинні аміни, хелатні сполуки заліза, міді, берилію, ванадію, нафтенати свинцю та олова, октаноат та лаурінат олова. При процесі циклотримерізації каталізаторами є неорганічні основи та комплекси третинних амінів з епоксидів.